# 贝尔纳·莫雷尔
贝尔纳·莫雷尔（法語：Bernard Morel，1925年3月30日—），法国男子击剑运动员。他曾代表法国参加1952年和1956年夏季奥林匹克运动会击剑比赛，其中1952年奥运会获得一枚铜牌。